# Вольное (Кропивницкий район)
Вольное (укр. Вільне) — село в Соколовской сельской общине Кропивницкого района Кировоградской области Украины.
Население по переписи 2001 года составляло 883 человека. Почтовый индекс — 27640. Телефонный код — 522. Код КОАТУУ — 3522581901.